# مواطنة معولمة
المواطنة المعولمة هو مصطلح مستحدث يصف إنسانًا (يُسمى: مواطن العالم) يستطيع التفاعل على مستوى عالمي مع أي شخص مهما اختلفت ثقافته وموطنه. انتشر استعمال المصطلح مع تزايد الوعي حول العولمة وانتقلت هوية الإنسان من منظور وطني بحت، إلى مفهوم وطني واسع. من المهارات التي على المواطن المعولم أن يمتهنها هي: مهارات المشاركة المدنية والفعالية السياسية، التعاطف الثقافي، واحترام التنوع، والقدرة على التوفيق بين الصراعات والتوصل إلى توافق في الآراء من خلال وسائل سلمية، بما في ذلك المناقشات والمداولات والمفاوضات.
مفهوم المواطنة المعولمة يأخذ معنًى أكثر وضوحًا في سياق المؤسسات الدولية، على ضوء المشاكل التي تؤثر على جميع سكان العالم مثل ظاهرة الاحتباس الحراري والتهديدات الإرهابية، وزيادة الالتزام والترابط بين سكان بلدان مختلفة. الأساس الأيديولوجي للمواطنة المعولمة يعتمد على حقوق الإنسان، كما وردت في ميثاق الأمم المتحدة، بما في ذلك الحقوق الاجتماعية. أبعد من ذلك، فإن معظم الحركات العاملة المواطنة العالمية التأكيد على مسألة الحد من الفجوات بين الدول النامية والمناطق الفقيرة كجزء من مواطن عالمي.

## التعريف
هناك العديد من التعاريف المتعلقة بحسب الجهة ووجهة عملها. لكن جميعها تتفق بأن المواطنة المعولمة هي عابرة للحدود الجغرافية والسياسية وتؤمن بوحدة الحياة على كوكب الأرض.

### في اللغة العربية
مُوَاطَنَة والتي جذرها وطن ومنها يأتي مواطنون أي محليون، أهل البلد. بينما عَوْلَمَة التي جذرها عالم وتعني جَعْل الشَّيْء عَالَمِيًّا. فتصبح المواطنة المعولمة تعني أهل العالم.

### في العالم العربي
المصطلح لم يتم تداوله بين المثقفين والمهتمين العرب، لأسباب دينية أو عرقية أو تنظيمية، وقد يعود السبب لأن الذهنية العربية لازالت ترى بأن العولمة مصطلح مرادف للأمركة (أمريكا).

### في العالم
- بحسب أوكسفام، وهي منظمة عالمية تركز على التغلب على الفقر والمعاناة، فإن من ميزات المواطنين المعولمين أنهم:[3]
  - يدركون العالم أجمع وليس بيئتهم فقط ويرون دورهم كمواطنين في كل العالم؛
  - يحترمون ويعطون قيمة عالية للتنوع؛
  - لديهم فهم كاف عن الكيفية التي يعمل بها العالم من النواحي الاقتصادية والسياسية والاجتماعية والثقافية والتقنية والبيئية.
  - يشمئزون من الظلم الاجتماعي
  - يشاركون ويساهمون في الأعمال المجتمعية على كل المستويات من المحلية إلى العالمية؛
  - على استعداد للعمل لجعل العالم مكانا أكثر استدامة؛
  - يتحملون مسؤولية أعمالهم.
- وفقًا لمعهد هونغ كونغ للتعليم الدولي، فإن «المواطنة المعولمة تتجاوز الاعتراف أننا من مواطني العالم، بل هي وسيلة تفكير وتصرف. إنها نظرة على الحياة، والاعتقاد بأننا يمكن أن نحدث فرقا ونجعل العالم مكانا أفضل.على نحو متزايد، الشباب ينمون في السياق العولمي. وكثير مهم سيعيشون ويعملون ويدرسون جنبًا إلى جنب مع أناس من جميع أنحاء العالم. لمزيد من الناس يسافرون حول العالم ليعملون للسياحة. كما تتشكل جميع أشكال الثقافة متأثرة بالعولمية. كل قرار نتخذه كمستهلكين، أو مهنيين الناخبين له تأثير على المجتمع العالمي».[4]

## الاستخدام

### التعليم
في مجال التعليم، كثيرًا ما يستخدم هذا المصطلح لوصف رؤية كونية أو مجموعة من القيم التي يوجه التعليم نحوها (انظر مثلًا، أولويات مبادرة التعليم أولًا العالمية برئاسة الأمين العام للأمم المتحدة). يُستخدم مصطلح «المجتمع العالمي» أحيانًا للإشارة إلى مجموعة من الدراسات العالمية لأهداف التعلم للطلاب لإعدادهم للحصول على الجنسية العالمية.

#### تعليم المواطنة المعولمة
في إطار النظام التعليمي، بدأ مفهوم التعليم العالمي للمواطنة يحل محل بعض الحركات أو يتجاوزها، مثل التعليم متعدد الثقافات، والتثقيف من أجل السلام، والتثقيف في مجال حقوق الإنسان، والتعليم من أجل التنمية المستدامة، والتعليم الدولي. بالإضافة إلى ذلك، يدرج التعليم العالمي للمواطنة بسرعة مراجع للحركات المذكورة أعلاه. ارتبط مفهوم المواطنة المعولمة بالجوائز المقدمة لمساعدة الإنسانية. يتحمل المعلمون مسؤولية كونهم وكلاء التغيير الاجتماعي. أكد أودري أوسلر، مدير مركز المواطنة والتثقيف في مجال حقوق الإنسان بجامعة ليدز، أن «التعليم من أجل العيش معًا في عالم مترابط ليس خيارًا إضافيًا، بل هو ركيزة أساسية».
مع اكتساب التعليم العالمي للمواطنة الاهتمامَ، بدأ العلماء بالبحث في هذا المجال وبتطوير وجهات نظرهم. في ما يلي بعض وجهات النظر الأكثر شيوعًا:
- منظور انتقادي وتحويلي. تُعرّف المواطنة بأن تكون عضوًا يتمتع بالحقوق والمسؤوليات. لذلك، يجب أن يشجع التعليم العالمي للمواطنة على المشاركة النشطة. يمكن تدريس التعليم العالمي للمواطنة من منظور انتقادي وتحويلي، بحيث يفكر الطلاب ويشعرون ويعملون. في هذا النهج، يتطلب التعليم العالمي للمواطنة من الطلاب أن يكونوا ناقدين سياسيًا وتحويليين شخصيًا. يقدم المعلمون القضايا الاجتماعية بطريقة محايدة ومناسبة للصف ليفهمها الطلاب ويتعاملوا معها ويفعلوا شيئًا حيالها.[9]
- العقل العالمي. يرى كل من غراهام بايك وديفيد سيلبي أن التعليم العالمي للمواطنة له فرعان. يشير الفرع الأول، «العقل العالمي»، إلى فهم العالم كنظام موحد وإلى مسؤولية النظر إلى مصالح كل دولة على حدة مع مراعاة الاحتياجات العامة للكوكب. أما الفرع الثاني، المتمركز حول الطفل، فهو نهج تربوي يشجع الطلاب على البحث والاكتشاف بمفردهم والتعامل مع كل متعلم كفرد لديه معتقدات وتجارب ومواهب لا تُقدر.[10]
- الفهم الشامل. أسست ميري ميريفيلد مفهوم الفهم الشامل الذي يركز على فهم الذات المرتبطة بالمجتمع العالمي. وتبع هذا المنظور منهجًا يهتم بالقيم والمعتقدات الإنسانية، والنظم العالمية، والقضايا، والتاريخ، والتفاهم بين الثقافات، وتطوير المهارات التحليلية والتقييمية.
- منظور العلوم الصحية: تُطور حاليًا قدرات مواطنة معولمة محددة لتعليم المهنيين الصحيين بالتعاون مع باحثين في العلوم الصحية من جامعة «لا تروب» في ملبورن (السيدة كاراجان ميلار، والدكتورة ليندساي كاري، والدكتورة تريسي فورتشن)، بالإضافة إلى جامعة كوينزلاند، بريزبان (الدكتورة آن هيل) وجامعة ساوثرن كروس، غولد كوست كوينزلاند (الدكتور بيرنيس ماثيسون). دعا ميلار وآخرون 2019 إلى تعريف عملي للمواطنة العالمية يضم تسع قدرات لتحديد نوعية المواطنة المعولمة بين المهنيين الصحيين.[11]

### فلسفيًا
يمكن أن تشير المواطنة المعولمة في بعض السياقات إلى نوع من الأخلاق أو الفلسفة السياسية تُقترح فيها معالجة الحقائق الاجتماعية والسياسية والاقتصادية والبيئية الأساسية في العالم اليوم على جميع المستويات -من قبل الأفراد، ومنظمات المجتمع المدني، والمجتمعات، والدول القومية- من خلال منظور معولم. وتشير إلى نظرة عالمية شاملة -ثقافية وبيئية- تقبل الترابط الأساسي بين كل الأشياء. تصبح الحدود السياسية والجغرافية بلا قيمة، ويُنظر إلى حلول التحديات الراهنة على أنها يجب أن تتجاوز الرؤية الضيقة للمصالح الوطنية. يشير مؤيدو هذه الفلسفة غالبًا إلى ديوجانس من سينوب (نحو 412 قبل الميلاد) كمثال، بالنظر إلى تصريحه المعلن «أنا مواطن من العالم (عالمي)» ردًا على سؤال عن مكان منشئه. تحمل العبارة التاميلية «Yadhum oore yaavarum kelir» معنى «العالم عائلة واحدة». لا يتعلق هذا البيان فقط بالسلام والوئام بين المجتمعات في العالم، ولكن يتعلق أيضًا بحقيقة أن الناس جميعًا يجب أن يعيشوا مع بعضهم بطريقة ما كالعائلة.

### الدراسات النفسية
درس المستطلعون وعلماء النفس العالميون الفروق الفردية بمعنى المواطنة المعولمة. ابتداءً من عام 2005، تضمّن استبيان القيم العالمي، الذي أُدير في 100 دولة تقريبًا، البيان «أرى نفسي مواطنًا عالميًا». كانت نتيجة المرحلة 6 في استبيان القيم العالمي، التي أُجريت في الفترة من 2010 إلى 2014، عبر العالم: 29.5% «وافقوا بشدة» على هذا البيان و41% «وافقوا» عليه. كانت هناك اختلافات وطنية واسعة، فقد «وافق بشدة» 71% من مواطني قطر، و21% من مواطني الولايات المتحدة، و16% من الصينيين، و11% فقط من الفلسطينيين. ولكن، من الصعب تفسير هذه الاختلافات، إذ تختلف طرق الاستطلاع باختلاف البلدان، وتختلف دلالات «المواطن العالمي» باختلاف اللغات والثقافات.
بالنسبة للدراسات الأصغر، طُور العديد من المقاييس متعددة العناصر، بما في ذلك مقياس التعاطف مع البشرية جمعاء لسام مكفارلاند وزملائه (مثلًا، «إلى أي مدى تتعاطف مع جميع البشر في كل مكان؟ (أي تشعر أنك جزء منهم، وتشعر بالحب تجاههم، وتهتم بهم)»)، والإحساس النفسي للمجتمع العالمي لآنا ملش وآلان أوموتو (مثلًا، «أشعر بالارتباط بالناس في جميع أنحاء العالم، حتى لو لم أعرفهم شخصيًا»)، ومقياس الهوية الاجتماعية العالمية لغيرهارد ريس وزملائه (مثلًا، «أشعر باتصال قوي بالمجتمع العالمي ككل»)، ومقياس تعريف هوية المواطنة المعولمة لستيفن ريزن وكاتزارسكا ميلر (مثل، «أنا أتعاطف بشدة مع المواطنين العالميين»). ترتبط هذه المقاييس ببعضها بقوة، لكنها ليست متطابقة تمامًا.
وجدت الدراسات التي أُجريت على الجذور النفسية للمواطنة المعولمة أن الأشخاص الذين يتمتعون بالمواطنة العالمية يتصفون بالانفتاح على التجربة والوفاق، وهما من عناصر الشخصية الخمسة الرئيسية، ويتصفون بالتعاطف والرعاية. بالمقابل، إن الشخصية التسلطية وذات التوجه للهيمنة الاجتماعية والمعتلّة نفسيًا ترتبط جميعها بشكل أقل بالهوية البشرية العالمية. يتأثر بعض هذه الصفات بالوراثة وأيضًا بالتجارب المبكرة، والتي تؤثر بدورها على تقبّل الأفراد للهوية البشرية العالمية.
وجدت الأبحاث أن أولئك الذين يتمتعون بالهوية البشرية العالمية أقل تحيزًا تجاه العديد من المجموعات، ويهتمون أكثر بحقوق الإنسان الدولية، وعدم المساواة في أنحاء العالم، والفقر العالمي، والمعاناة الإنسانية، ويهتمون بنشاط أكبر بالشواغل العالمية، ويقدرون أرواح جميع البشر بقدر أكبر من المساواة، ويعطون المزيد من الوقت والمال للقضايا الإنسانية الدولية. ويميلون إلى أن يكونوا أكثر ليبرالية من الناحية السياسية في ما يتعلق بالقضايا المحلية والدولية على حد سواء، ويريدون من بلدانهم أن تفعل المزيد لتخفيف المعاناة العالمية.

## جوانب

### الجغرافيا والسيادة والمواطنة
في حين تقلل العولمة من أهمية الدول القومية، تتطلب فكرة المواطنة المعولمة إعادة تعريف الروابط بين المشاركة المدنية والجغرافيا. يبدو أن لقاءات قاعات البلدية الإلكترونية غير المحدودة بالمكان والزمان حلت محل الاجتماعات الوجاهية. فتح الاقتراع الغيابي المجال أمام المغتربين للتصويت أثناء إقامتهم في دولة أخرى، وتساهم شبكة الإنترنت باتخاذ تلك الإجراءات. يوجد تفسير آخر قدمه العديد من الدارسين لتشكيلات المواطنة المتغيرة بسبب العولمة، وهو احتمال تحول المواطنة إلى مؤسسة متغيرة، وإن كانت تقع ضمن حدود إقليمية وطنية، وتغير معنى المواطن نفسه، وكذلك معنى أن تكون مواطنًا في ذلك.

### حقوق الإنسان
قد يؤدي الافتقار إلى هيئة عالمية معترف بها عالميًا إلى ترك المبادرة على عاتق مواطني العولمة أنفسهم لوضع حقوقهم والتزاماتهم. يجري العمل على توسعة الحقوق والالتزامات التي نشأت عند تشكيل الدول القومية (على سبيل المثال الحق في التصويت والالتزام بالخدمة في وقت الحرب). بالتالي، تزايد انتشار وعولمة المفاهيم الجديدة التي تمنح بعض حقوق الإنسان التي نشأت في القرن العشرين بين الدول والحكومات. يُعزى ذلك إلى العديد من العوامل، بما في ذلك الإعلان العالمي لحقوق الإنسان الذي أصدرته الأمم المتحدة في عام 1948، وتبعات الحرب العالمية الثانية ومحرقة اليهود، والمشاعر المتزايدة نحو إضفاء الشرعية على الشعوب المهمشة (كالشعوب التي سبق وجودها مرحلة ما قبل التصنيع في غابات البرازيل وبورنيو). اقترن ذلك بوعي متزايد بتأثيرنا على البيئة، ويوجد شعور متنامي بأن حقوق المواطن قد تمتد لتشمل الحق في الكرامة وتقرير المصير. في حال لم تعزز المواطنة الوطنية هذه الحقوق الجديدة، تبدو المواطنة المعولمة أيسر منالًا.
قد يمنح مناصري المواطنة المعولمة حقوقًا والتزامات محددة لمن يعيشون في مناطق النزاع، والسجناء كجزء من التطهير العرقي، وقبائل الفترة قبل الصناعية التي اكتشفها العلماء حديثًا وتعيش في أعماق الغابات الكثيفة.

#### الجمعية العامة للأمم المتحدة
في 10 ديسمبر 1948، تبنت الجمعية العامة للأمم المتحدة القرار 217 أ (الثالث)، والمعروف كذلك باسم «الإعلان العالمي لحقوق الإنسان.»
تنص المادة الأولى على أن «جميع البشر يولدون أحرارًا وعلى قدر متساوٍ من الكرامة والحقوق. ويتمتعون بالإدراك والوعي وعليهم أن يتعاملوا مع بعضهم البعض بروح الاخوة.»
تنص المادة الثانية على أن «لكل فرد الحق في التمتع بجميع الحقوق والحريات المنصوص عليها في هذا الإعلان، دون أي تمييز، كالعرق أو اللون أو الجنس أو اللغة أو الدين أو الآراء السياسية أو غير السياسية أو الأصل القومي أو الاجتماعي أو الثروة أو مكان الولادة أو أي وضع آخر. علاوة على ذلك، لا يجوز التمييز بين الأفراد وفق المركز السياسي أو القضائي أو الدولي للبلد أو الإقليم الذي ينتمون له، سواء كان مستقلًا أو مؤتمنًا أو غير متمتع بالحكم الذاتي أو خاضع لأي شكل آخر من أشكال السيادة.»
وتنص المادة 13 (2) على أن «لكل شخص الحق في مغادرة أي دولة، بما في ذلك دولته، والعودة إليها.»
كدليل في عصرنا الحديث، أثبتت بعض الاحداث كمحاكمة صدام حسين ما ورد عن رجل القانون، ألبيرت فين دايسي في عام 1885، عندما نشر مصطلح «سيادة القانون» في عام 1885. أكد دايسي على ثلاثة جوانب من سيادة القانون:
1. لا يمكن معاقبة أحد أو جعله يعاني إلا في حال إثبات خرقه للقانون في محكمة عادية.
2. لا يعلو أحد على القانون والجميع متساوون أمامه بغض النظر عن الوضع الاجتماعي أو الاقتصادي أو السياسي.
3. تشمل سيادة القانون نتائج القرارات القضائية التي تحدد حقوق الأشخاص العاديين.

#### إعلان استقلال الولايات المتحدة
ورد في افتتاح إعلان استقلال الولايات المتحدة، الذي كتبه توماس جيفرسون في عام 1776، ما يلي:
نرى أن هذه الحقائق واضحة بذاتها، وأن الجميع خُلقوا متساوين، وأن خالقهم منحهم بعض الحقوق غير القابلة للجدال، ومن بين هذه الحقوق الحياة والحرية والسعي إلى تحقيق السعادة. لضمان تلك الحقوق، تنشأ الحكومات بين الناس، مستمدة سلطاتها العادلة من موافقة المحكومين؛ 
استخدم الرئيس الأمريكي السابق باراك أوباما مصطلح «المواطنة المعولمة في الولايات المتحدة» أثناء خطاب ألقاه في برلين عام 2008.